# Апремон (Верхняя Сона)
Апремо́н (фр. Apremont) — коммуна во Франции, находится в регионе Франш-Конте. Департамент — Верхняя Сона. Входит в состав кантона Гре. Округ коммуны — Везуль.
Код INSEE коммуны — 70024.

## География
Коммуна расположена приблизительно в 290 км к юго-востоку от Парижа, в 40 км северо-западнее Безансона, в 55 км к юго-западу от Везуля.
По территории коммуны протекает река Сона.

## Население
Население коммуны на 2010 год составляло 433 человека.
| 1962 | 1968 | 1975 | 1982 | 1990 | 1999 | 2010 |
| ---- | ---- | ---- | ---- | ---- | ---- | ---- |
| 390  | 372  | 380  | 372  | 362  | 362  | 433  |

## Администрация
| Период | Период | Фамилия        | Партия | Примечания |
| ------ | ------ | -------------- | ------ | ---------- |
| 1954   | 1971   | Жан Леблан     |        |            |
| 1971   | 1992   | Бернар Мийарде |        |            |
| 1992   | 2008   | Поль Шодо      |        |            |
| 2008   | 2009   | Бернар Поле    |        |            |
| 2009   | 2014   | Одиль Перше    |        |            |

## Экономика

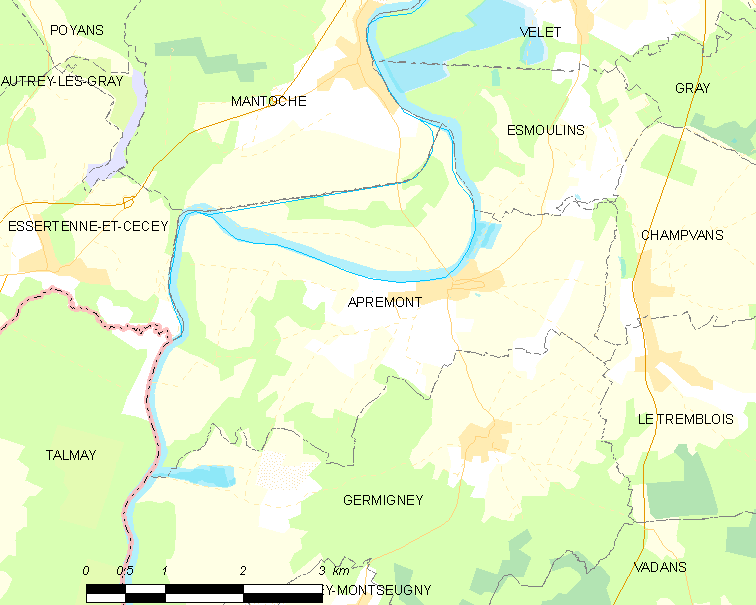
Карта коммуны

В деревне был выведен сорт груш Бере Боск. 
В 2010 году среди 270 человек трудоспособного возраста (15—64 лет) 194 были экономически активными, 76 — неактивными (показатель активности — 71,9 %, в 1999 году было 71,2 %). Из 194 активных жителей работали 179 человек (110 мужчин и 69 женщин), безработных было 15 (5 мужчин и 10 женщин). Среди 76 неактивных 22 человека были учениками или студентами, 31 — пенсионерами, 23 были неактивными по другим причинам.